# 摩根施特恩
阿利舍爾·塔吉羅維奇·摩根施特恩（1998年2月17日—），原名阿利舍爾·塔吉羅維奇·瓦列耶夫，藝名摩根施特恩（英語：Morgenshtern，风格全大写），俄罗斯饒舌歌手、唱片制作人和词曲作者。
2018年，他以創作流行音乐的戲仿作品成名，并在他的YouTube频道上发布了这些影片。

## 早年生活
阿利舍爾于1998年2月17日出生于俄羅斯巴什科尔托斯坦共和国烏法。他在十几岁时将姓氏改为摩根施特恩（羅馬化：Morgenshtern）。他的母亲是俄罗斯犹太人，而他的父亲是巴什基尔人。他的母亲是一名花商；在阿利舍爾11嵗的時候，他的父亲因严重酗酒而死于肝硬化。
他于2010年发布了他的第一部音乐影片。
他上了一段时间的大学，但他在上大学后不久就因为“在YouTube上發佈不良内容”而被开除。

## 脚注